# Bandera de Florida (departamento)
La Bandera de Florida, Uruguay, consta de un fondo de color blanco, el cual representa la pureza, la libertad y la integridad.
Sobre ese fondo, se agregan 2 franjas rojas horizontales y una vertical. La franja horizontal más gruesa es de 1/4 de la altura del paño y se ubica a 1/8 del tope del mismo. La segunda franja horizontal es 1/20 de la altura total y se ubica a 1/40 por debajo de la franja anterior. La franja vertical es igual a la primera horizontal, pero ubicada verticalmente. Se ubica a 1/8 del ancho de la bandera, ubicándola sobre el margen izquierdo. El color rojo simboliza la fortaleza y el valor, mientras que los caracteres rectilíneos de las mismas representan la firmeza. En la intersección de las franjas anchas se ubica el escudo de Florida.
La bandera fue creada por María E. Echeverria Duro, ganadora de un concurso del municipio. Fue oficializada el 6 de septiembre de 1990.
- Datos: Q4308334